# Agnieszka Dulej
Agnieszka Dulej (ur. 4 lipca 1983 w Łodzi) – polska łyżwiarka figurowa, startująca w parach tanecznych ze Sławomirem Janickim. Uczestniczka mistrzostw świata i Europy, medalistka zawodów międzynarodowych oraz dwukrotna wicemistrzyni Polski (2003, 2004). Zakończyła karierę sportową w 2004 roku. 
W latach 2007–2008 brała udział w trzech edycjach programu rozrywkowego Gwiazdy tańczą na lodzie. Partnerowali jej odpowiednio: Piotr Zelt (6. miejsce), Robert Rozmus (9. miejsce) i Samuel Palmer (1. miejsce).

## Osiągnięcia
Ze Sławomirem Janickim
| Zawody                                | 00–01          | 01–02          | 02–03          | 03–04          |                |                |                |                |                |                |                |                |                |                |                |                |                |
| Międzynarodowe                        | Międzynarodowe | Międzynarodowe | Międzynarodowe | Międzynarodowe | Międzynarodowe | Międzynarodowe | Międzynarodowe | Międzynarodowe | Międzynarodowe | Międzynarodowe | Międzynarodowe | Międzynarodowe | Międzynarodowe | Międzynarodowe | Międzynarodowe | Międzynarodowe | Międzynarodowe |
| ------------------------------------- | -------------- | -------------- | -------------- | -------------- | -------------- | -------------- | -------------- | -------------- | -------------- | -------------- | -------------- | -------------- | -------------- | -------------- | -------------- | -------------- | -------------- |
| Mistrzostwa świata                    |                |                | 27             |                |                |                |                |                |                |                |                |                |                |                |                |                |                |
| Mistrzostwa Europy                    |                |                | 21             | 21             |                |                |                |                |                |                |                |                |                |                |                |                |                |
| Finlandia Trophy                      |                |                |                | 8              |                |                |                |                |                |                |                |                |                |                |                |                |                |
| Golden Spin of Zagreb                 |                |                | 10             |                |                |                |                |                |                |                |                |                |                |                |                |                |                |
| Memoriał Karla Schäfera               |                |                |                | 9              |                |                |                |                |                |                |                |                |                |                |                |                |                |
| Memoriał Pavla Romana                 |                |                | 5              |                |                |                |                |                |                |                |                |                |                |                |                |                |                |
| Nebelhorn Trophy                      |                | 13             |                | 10             |                |                |                |                |                |                |                |                |                |                |                |                |                |
| Skate Helena                          |                | 2              |                |                |                |                |                |                |                |                |                |                |                |                |                |                |                |
| Międzynarodowe: Kategorie młodzieżowe |                |                |                |                |                |                |                |                |                |                |                |                |                |                |                |                |                |
| JGP w Czechach                        | 13             |                |                |                |                |                |                |                |                |                |                |                |                |                |                |                |                |
| JGP w Norwegii                        | 10             |                |                |                |                |                |                |                |                |                |                |                |                |                |                |                |                |
| Autumn Trophy                         | 4 J            |                |                |                |                |                |                |                |                |                |                |                |                |                |                |                |                |
| Krajowe                               |                |                |                |                |                |                |                |                |                |                |                |                |                |                |                |                |                |
| Mistrzostwa Polski                    | 3              | 3              | 2              | 2              |                |                |                |                |                |                |                |                |                |                |                |                |                |